# NGC 4028
NGC 4014 = NGC 4028 ist eine Balken-Spiralgalaxie vom Hubble-Typ SBbc im Sternbild Coma Berenices am Nordsternhimmel. Sie ist schätzungsweise 166 Millionen Lichtjahre von der Milchstraße entfernt und hat einen Durchmesser von etwa 70.000 Lichtjahren. Gemeinsam mit PGC 213916 bildet sie ein optisches Galaxienpaar.
Das Objekt wurde am 30. Dezember 1783 vom deutsch-britischen Astronomen Wilhelm Herschel entdeckt und im NGC-Katalog als 4028-ter Eintrag verzeichnet. Auch sein Sohn, der britische Astronom John Herschel beobachtete im Jahr 1832 die Galaxie, allerdings ohne die Identität zu erkennen, weshalb sie im NGC-Katalog nochmals als NGC 4014 verzeichnet ist.